# ルーシュ
ルーシュ（Rush、1988年9月29日 - ）は、メキシコの男性プロレスラー。
ハリスコ州タラ出身。本名、ウィリアムス・アルトゥーロ・ムニョス・ゴンザレス（William Arturo Munoz Gonzalez）。AEW所属。
父はトロ・ブランコ、弟はドラリスティコと2代目ドラゴン・リー、叔父はピットブル、フランク・コロンボ。

## 来歴
2007年7月29日にIWRGのインディマットからラティーノとしてデビュー。
2009年夏よりCMLLと契約し新たなるリングネームルーシュとして活動。8月9日にミクトラン、ストゥーカ・ジュニアと組んで、フーリガン、ロコマックス、ポルボラ組と対戦しデビューを飾る。
2010年8月15日、ロコマックスとのカベジェラ・コントラ・カベジェラマッチに勝利を収めた。
2011年1月9日、アンヘル・デ・オロ、ディアマンテとのトリオでメキシコナショナルトリオ王座を奪取。2月22日には長期政権を築いてきたエフェストを破り、CMLL世界ライトヘビー級王座を奪取した。
8月1日には吉橋伸雄とカベジェラ・コントラ・カベジェラマッチで対戦し勝利。9月20日にロス・インヴァソールズ（オリンピコ、シコシス、ボラドール・ジュニア）に敗れ、メキシコナショナルトリオ王者から陥落した。
2012年1月21日に開催された「CMLL FANTASTICAMANIA」において新日本プロレスに初来日。マスカラ・ドラダとのタッグで後藤洋央紀、KUSHIDA組と対戦し日本マットデビューを果たす。翌22日には後藤とシングルマッチ激突。昇天・改でピンフォール負けを喫するも、身体能力の高さを遺憾なく発揮し、8月に開催されるG1 CLIMAXに初エントリー。初戦で後藤を破り、見事リベンジを果たした。
2016年11月、WORLD TAG LEAGUEに内藤哲也のパートナーXとして出場したが４勝３敗予選落ちで終わった。

## 得意技

### フィニッシュ・ホールド
ブルズホーンズ
串刺し式ドロップキック
コーナーに座り込んだ相手に対して、対角線のコーナーから助走を付けて相手の顔面を蹴りつける。
ラ・ランツァ
ルーシュの使用するダイビング・フット・スタンプの名称で現在の主なフィニッシュ・ホールド。
ルーシュ・ドライバー
ダブルアーム・パイルドライバー
マルティージョ・ネグロという名称としても使用している。

### 投げ技
スープレックス
スーパープレックス
ジャーマンスープレックス
バックドロップ
フロントスープレックス
パワーボム
オリンピック・スラム

### 打撃技
エルボー
バックハンド・チョップ
チョップ・スマッシュ
ナックル・パンチ
クローズライン
低空ドロップキック
延髄斬り
スーパーキック
セントーン

### 飛び技
トペ・スイシーダ
トペ・コン・ヒーロ
プランチャ・スイシーダ

## タイトル歴
CMLL
- CMLL世界ライトヘビー級王座 : 1回（第12代）
- CMLL世界トリオ王座 : 1回（第24代）
w / マルコ・コルレオーネ & マキシモ
- メキシコナショナル・トリオ王座 : 1回（第30代）
w /  アンヘル・デ・オロ & ディアマンテ
- CMLL世界タッグチーム王座 : 1回
w / ラ・マスカラ

ROH
- ROH世界王座 : 2回（第31、33代）

## 入場テーマ曲
- Whatever - Our Lady Peace
- I Know You Want Me（Calle Ocho）- Pitbull